# Beta-Araneosene
β–Araneosene es una molécula aislada por primera vez en 1975 a partir de Sordaria araneosa por Borschberg. A este diterpeno marco sin precedentes se le dio el nombre de "araneosene". En 1976, ha sido renombrado como "dolabellane" debido al aislamiento de varios compuestos que contienen este marco que se encuentra a partir de la liebre de mar Dolabella californica. Desde su descubrimiento inicial, en la actualidad hay más de 150 dolabellanes conocidos, en su mayoría aislados de fuentes marinas.

## Biosíntesis
La biosíntesis exacta de β-araneosene no se conoce, sin embargo, como otros diterpenos, se supone que se originan con pirofosfato de geranilgeranilo. El pirofosfato se disocia para generar un catión alílico en la cola de la molécula. Siguiendo una cascada de ciclaciones produce el catión estable β-araneosene-15-ilo. Finalmente, la eliminación de los protones adyacentes β-araneosene. Se ha propuesto que otros diterpenos incluyendo fusiciccanes, dolastanes, y neodolabellanes también proceden a través de estos productos intermedios.

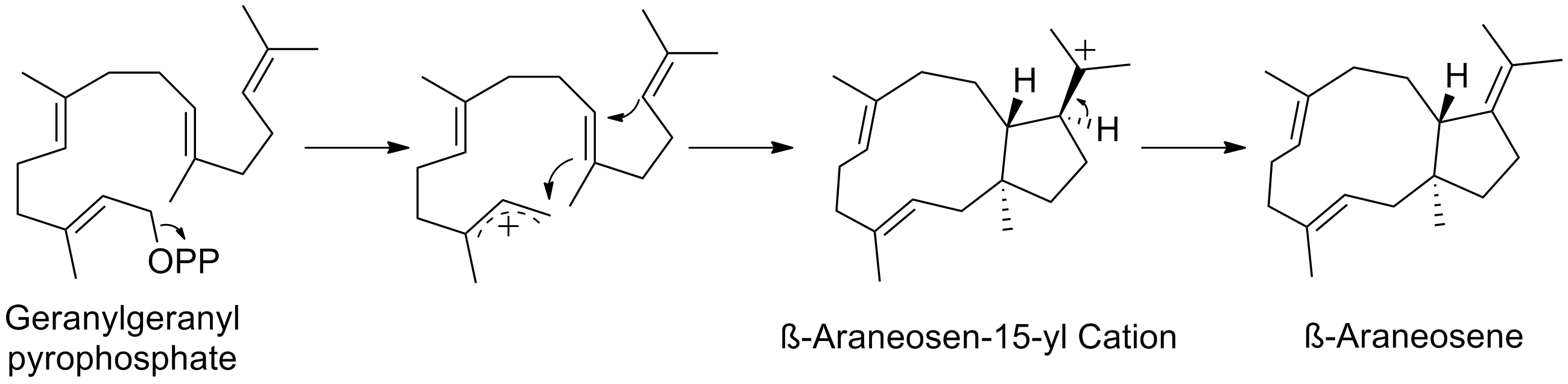
β–Araneosene biosynthesis